# Коварачия
Коварачия (исп. Covarachía) — небольшой город и муниципалитет на северо-востоке центральной части Колумбии, на территории департамента Бояка. Входит в состав Северной провинции.

## История
Поселение, из которого позднее вырос город, было основано 10 февраля 1823 года.

## Географическое положение

Муниципалитет Коварачия

Город расположен в северо-восточной части департамента, в горной местности Восточной Кордильеры, к западу от реки Чикамоча, на расстоянии приблизительно 121 км к северо-востоку от города Тунха, административного центра департамента. Абсолютная высота — 2298 м над уровнем моря.
Муниципалитет Коварачия граничит на юге с территорией муниципалитета Типакоке, на севере, востоке и западе — с территорией департамента Сантандер. Площадь муниципалитета составляет 103 км².

## Население
По данным Национального административного департамента статистики Колумбии, совокупная численность населения города и муниципалитета в 2015 году составляла 2861 человек. Динамика численности населения муниципалитета по годам:
| 2005 | 2006 | 2007 | 2008 | 2009 | 2010 | 2011 | 2012 | 2013 | 2014 | 2015 |
| ---- | ---- | ---- | ---- | ---- | ---- | ---- | ---- | ---- | ---- | ---- |
| 3324 | 3274 | 3221 | 3181 | 3132 | 3084 | 3044 | 3002 | 2952 | 2914 | 2861 |

Согласно данным переписи 2005 года мужчины составляли 52,8 % от населения Коварачии, женщины — соответственно 47,2 %. В расовом отношении белые и метисы составляли 99,6 % от населения города; негры, мулаты и райсальцы — 0,4 %. Уровень грамотности среди всего населения составлял 78,8 %.

## Экономика
Основу экономики Коварачии составляет сельское хозяйство. 74,3 % от общего числа городских и муниципальных предприятий составляют предприятия торговой сферы, 22,9 % — предприятия сферы обслуживания, 2,9 % — промышленные предприятия.